# 奥尔德斯·赫胥黎
阿道斯·雷那德·赫胥黎（英語：Aldous Leonard Huxley，1894年7月26日—1963年11月22日），英格兰作家，來自著名的赫胥黎家族。祖父是著名生物学家、演化论倡議人士托马斯·亨利·赫胥黎。
他以小说和大量散文作品闻名于世，也曾出版短篇小说、游记、电影故事和剧本。通过他的小说和散文，赫胥黎充当了社会道德、标准和理想的拷问人，有时候也是批评家。赫胥黎是一个人文主义者，但是在晚年也对通灵题目如超心理学和哲学和神秘主义感兴趣。在人生的最后阶段，赫胥黎在一些学术圈被认为是现代思想的领导者，位列当时最杰出的知识分子行列。他下半生在美国生活，1937年移居洛杉矶，在那里生活到1963年去世。

## 早年
奧尔德斯·赫胥黎于1894年出生于英国萨里郡的戈德尔明，是教师李安納德·赫胥黎和他的首任妻子茱莉亚·阿诺德（Julia Arnold）的第三子。他的弟兄朱利安·赫胥黎和安德鲁·赫胥黎日后都成为了杰出的生物学家。
赫胥黎最早在父亲的植物学实验室中学习，后来在一所名叫希尔塞德的学校（Hillside School）继续学业，然後进入伊顿公学。1911年，赫胥黎患上了角膜炎，这使得他“瞎了两三年”，这“终结了他早期想成为医生的梦想”。也使得他免于参加第一次世界大战。视力逐渐恢复后，1913年，他在牛津大学贝利奥尔学院学习英语文学。1916年他编辑了《牛津诗歌》，并随后以一等荣誉毕业。
离开贝利奥尔学院之后，由于在财政上对父亲的亏欠，赫胥黎必须自己挣钱维持生计。他在伊顿公学教了一年法语，学生包括艾里克·布莱尔（即后来的乔治·奥威尔）和史蒂文·朗西曼。但他在伊顿总体上被认为是一位不称职的、无法维持纪律的教师，虽然布莱尔等人对于他的用词技巧大为称赞。1918年，他曾在英国空军部短暂工作。
20年代，他曾经在位于比灵赫姆的技术先进的布鲁内尔蒙德化工厂工作了一段时间。他著名的科幻小说《美丽新世界》（1932年）的最新版序言提到这段经历便是他创作的来源。

## 职业生涯
赫胥黎在17岁完成了自己的第一部小说（未出版），并在20岁之后开始严肃的写作。他最初出版的小说都为社会讽刺小说，以《克罗姆·耶娄》（1921年）为始。

### 布盧姆茨伯里派
在一战期间，赫胥黎将自己的大部分时间花在了莫雷尔夫人的加辛顿庄园里。在此他见到了包括伯特兰·罗素和克里夫·贝尔在内的幾位布盧姆茨伯里派成员。在《克罗姆·耶娄》中，他描绘了在加辛顿的生活。1919年，他同在加辛顿遇到的比利时女子玛丽娅·妮斯结婚，育有一子。20年代，一家人在意大利生活了一段时间，赫胥黎也借此拜访了自己的朋友大卫·赫伯特·劳伦斯。在1930年劳伦斯去世后，他编辑了劳伦斯的信件。
在这段时间，他的创作包括了反映科技发展灭绝人性的一面的小说，其中最著名的便是《美丽新世界》，以及和平主义的作品（如《加沙盲人》）。在《美丽新世界》中，赫胥黎描绘了一个建立在大规模生产和巴甫洛夫条件反射原则上运行的社会。他深受马蒂亚斯·亚历山大的影响，将他写入了《加沙盲人》中。
赫胥黎在这一阶段开始创作和编辑有关和平主义的非小说作品，包括《目的和手段》、《和平主义百科全书》、以及《和平主义与哲学》，并且还是和平承诺联盟的活跃成员。

### 在美国
1937年，赫胥黎和妻子玛丽娅、儿子马修和朋友杰拉尔德·赫德一起搬到了好莱坞居住。他主要在美国加州南部生活，直至去世，但也在新墨西哥州的陶斯生活了一段时间，并写出了《目的和手段》一书（1937年出版）。这部作品表现了在现代社会中人们都希望能够生活在一个“自由、和平、公正、爱如弟兄”的世界里，但在如何实现上却无法达成一致。
赫德向赫胥黎介绍了基于不害原则上的吠檀多、冥想和素食主义。1938年赫胥黎与吉杜·克里希那穆提结为好友。

## 与吠檀多的联系
从1939年开始一直到1963年去世，赫胥黎与南加州吠檀多协会有着广泛的联系，该协会由斯瓦米·帕拉瓦南达（ Swami Prabhavananda）创立并领导。他与杰拉尔德·赫尔德（Gerald Heard）、克里斯托弗·伊舍伍德（Christopher Isherwood）和其他追随者一起，由斯瓦米（Swami）发起，接受冥想和灵性实践的教导。
1944年，赫胥黎撰写了《薄伽梵歌：上帝之歌》的导言，本书由斯瓦米·帕拉瓦南达和克里斯托弗·伊舍伍德翻译，南加州吠檀多协会出版。
从1941年到1960年，赫胥黎为《吠檀多与西方》贡献了48篇文章，由该协会出版。从1951年到1962年，他还与伊舍伍德、赫尔德和剧作家约翰·范·德鲁滕一起担任编委会成员。
赫胥黎也偶尔在好莱坞和圣塔巴巴拉吠檀多寺庙演讲。其中两个讲座从1955年开始在光盘上发行：《知识与理解》，《我们是谁？》。然而，赫胥黎的不可知论，加上他的思辨倾向，使得他很难完全接受任何形式的制度化宗教。

## 视力
关于赫胥黎视力的细节在他生活中的特定时刻上存在着不同的解释。大约在1939年，赫胥黎遇到了贝茨方法以提高视力，一位老师玛格丽特·达斯特科贝特（Margaret Darst Corbett ），她能够教他这种方法。1940年，赫胥黎从好莱坞搬到了洛杉矶县北部加利福尼亚州拉诺高沙漠村庄的一个40英亩（16公顷）的牧场。赫胥黎随后说，他的视力随着贝茨方法和美国西南部沙漠极端纯净的自然光而获得了极大改善。他报告说，这是25年来第一次能够不戴眼镜、不疲劳地阅读。他甚至试着沿着牧场旁边的土路上开车。他写了一本关于他成功运用贝茨方法的书《看见的艺术》，这本书出版于1942年（美国）和1943年（英国）。这本书包含了一些普遍存在争议的理论，它的出版引起了越来越多关于赫胥黎视力的争议。

## 个人生活
1919年，他与在加辛顿遇到的比利时女子玛丽娅·妮斯（1899年9月10日 - 1955年2月12日）结婚，育有一子马修·赫胥黎（1920年4月19日 - 2005年2月10日）。马修后来成为知名的作家、人类学家和流行病学家。1955年妮斯死于乳癌。
1956年他与作家劳拉·阿切拉结婚。她创作了赫胥黎的传记《时光消逝的瞬间》。1960年赫胥黎被诊断患有喉癌。在随后的几年里，健康状况每况愈下的赫胥黎写出了乌托邦小说《岛》。

## 去世
临终时的赫胥黎已经无法言语，他通过手写向妻子劳拉要求“麦角二乙酰胺，100微克，肌肉注射”。根据劳拉在《时光消逝的瞬间》中的记载，她服从了，在早上11时45分完成了一次注射，并于几小时后完成了另一次。他死于1963年11月22日下午5时20分，肯尼迪被暗杀的几小时之后，享年69岁。他的骨灰被安放在英国萨里郡康普顿沃茨公墓的家族坟墓里。

## 作品
小说
- 1921 《铬黄》（Crome Yellow）
- 1923 Antic Hay
- 1925 Those Barren Leaves
- 1928 《旋律的配合》（Point Counter Point）[4]
- 1932 《美麗新世界》
- 1936 Eyeless in Gaza（英语：Eyeless in Gaza (novel)）
- 1939 After Many a Summer
- 1944 Time Must Have a Stop
- 1948 《猿與本質》（英语：Ape and Essence）
- 1955 《天才與女神》（The Genius and the Goddess）
- 1962 《岛（英语：Island (Huxley novel)）》

其他作品
- 1954 《知覺之門 (The Doors of Perception)》